# Erimo (AMC-491)
Erimo (AMC-491) byla víceúčelová minonoska japonských námořních sil sebeobrany, která sekundárně sloužila také jako minolovka a stíhač ponorek. Provozována byla v letech 1955–1976. Poté byla upravena na pomocnou loď YAS69 (především byla sejmuta protiponorková výzbroj) a do roku 1982 dosloužila jako základna pro potápěče.

## Stavba
Plavidlo postavila loděnice Uraga Dok v Uraga. Kýl byl založen 10. prosince 1954, na vodu byla loď spuštěna 12. července 1955 a dne 28. prosince 1955 byla přijata do služby.

## Konstrukce
Elektroniku tvořil radar SPS-5 a sonar QHB. Plavidlo bylo vyzbrojeno dvěma 40mm kanóny, dvěma 20mm kanóny, jedním salvovým vrhačem hlubinných pum Hedgehog, dále čtyřmi vrhači a dvěma spouštěči hlubinných pum. Loď mohla být vybavena minolovným vybavením. Pohonný systém tvořily dva diesely Sasebo HI 5LKT42/56 o výkonu 2500 hp, pohánějící dva lodní šrouby. Nejvyšší rychlost dosahovala 18 uzlů.